# Ragnar Frunck (seriefigur)
För den verkliga personen med detta namn se Ragnar Frunck.
Ragnar Frunck var en seriefigur skapad av Joakim Lindengren. Den var huvudperson i serien Fruncks affär och skrevs omkring år 1990. Då figuren hade namn efter en verklig person, järnhandlaren och bastuspecialisten Ragnar Frunck (1896–1983), ledde detta till negativa reaktioner från företaget Bastuspecialisten Ragnar Frunck AB, och serien bytte därför namn till Runcks affär.
Seriefiguren var ägare av Fruncks affär, en diversebutik där kändisar handlar sina förnödenheter. Jesus (spikar), Arne Tammer (bas), Carl Bildt (kycklingklubba), Roger Rönning (Caj Pes Grillsås),  Hans Scheike (200 kg ris), Salman Rushdie (ny fez), Påven (p-piller), Claes af Geijerstam (lappkåta). De flesta av serierna  följer samma tema. En, vanligen, känd person kommer in i  butiken för att köpa något. Efter ett par replikskiften mellan Frunck och kunden slutar det med att någon av dem, vanligen Frunck själv, får ett tungt föremål, alltid vägandes exakt 200 kilo, släppt i huvudet.
Ragnar (F)Runcks öden och äventyr har bland annat publicerats i serietidningen Brök och de samlade avsnitten utgavs i albumet En dag på herrturken/Fryst kalkon (Medusa 1992) . Frunck/Runck själv dök dessutom upp i åtskilliga av Lindengrens andra serier.